# Erin (Tennessee)
Erin település az Amerikai Egyesült Államok Tennessee államában, Houston megyében, melynek megyeszékhelye is. Lakosainak száma 1224 fő (2020. április 1.).

## Népesség
A település népességének változása:

| 2010 | 1 324 |
| 2020 | 1 224 |